# Gabriel Grätzer
Gabriel Grätzer (Ciudad de Buenos Aires, 23 de diciembre de 1972) es un guitarrista y cantante argentino de country blues, distinguido como Embajador Argentino del Blues en el Mundo.

## Biografía
Gabriel Grätzer comenzó su carrera hace más de treinta años. En ese lapso, tocó en más de 20 países y 80 ciudades de Europa, Estados Unidos, Asia, toda Sudamérica y la Argentina. Obtuvo numerosos reconocimientos nacionales e internacionales de organismos oficiales (Ministerios, Embajadas, Instituciones), por su labor artística y educativa.
Sus primeros pasos profesionales los dio como músico de blues y gospel en 1989 integrando el coro de Cristina Aguayo. Durante la década de los 90 grabó tres discos, siendo los dos primeros producidos por el músico de blues Fernando Goin, y en el año 2013 editó su cuarto y último disco, El blues lleva tiempo. En su carrera ha tocado tanto como solista como en los grupos The country blues boys, The gospel singers, los Big Tequilas y The Boulevard Gospel Singers, de los que fue creador. Además de grabar y tocar en vivo, Grätzer se ha dedicado a la investigación sobre la historia de la música afroamericana y su difusión a través de notas, libros, programas de radio y la producción de eventos, y a la enseñanza de la música, en particular de los estilos de blues, gospel y country.
En 2017, sus libros Blues por Regiones y Bien al Sur, Historia del Blues en Argentina, fueron presentados en la Blues Foundation de Memphis y en la Universidad de Oxford, Mississippi, siendo ingresados, de forma permanente, a la Biblioteca de Blues del Salón de la Fama del Blues y en el Archivo de Blues de la Universidad, como así también en la Biblioteca de Blues de la Universidad de Memphis. 
Estos logros tuvieron el reconocimiento de la Embajada de los Estados Unidos en Argentina. 

A partir del año 1996 comenzó a realizar conciertos educativos en el Teatro Colón, convirtiéndose en el primer músico argentino en realizar conciertos de blues en este teatro, y es desde el año 2000 el creador y director de la Escuela de Blues con sede en Buenos Aires, la primera en su tipo a nivel internacional. Su labor educativa tanto en Argentina como en el extranjero le valió el reconocimiento oficial del Ministerio de Educación y del Ministerio de Cultura de la Ciudad de La Plata, y en 2005 fue distinguido como Embajador Argentino del Blues en el Mundo por la Cancillería argentina.

## Discografía

### Álbumes de estudio
- Big Road - Blues del Campo - Volumen I (1993). Southern Records.
- Saturday Night - Blues del Campo - Volumen II (1995). Southern Records.
- I’m Goin Home (1998). Producción independiente.
- El Blues lleva tiempo (2013). Escuela de Blues.
- Por los Caminos del Gospel (2016). (Gabriel Grätzer & Boulevard Gospel Singers). Escuela de Blues.
- Mississippi Road (2024). Escuela de Blues.

## Obra complementaria

### Revistas
Edita Notas Negras, revista de investigación de blues cuyos artículos fueron traducidos al inglés para el archivo de la Universidad de Misisipi, y Blues en Su Tinta.

### Libros
Blues por Regiones (primer libro sobre la historia del Blues escrito en Argentina), 2013, Buenos Aires, Collegium Musicum de Buenos Aires, ISBN 978-987-33-3107-7
Bien al Sur, Historia del Blues en Argentina (primer libro sobre la historia del Blues escrito en Argentina), 2013, Buenos Aires, Gourmet Musical, ISBN 978-987-3823-05-3
Este libro fue presentado con gran éxito en los Estados Unidos en la Blues Foundation e introducido a la Biblioteca permanente del Salón de la Fama del Blues. También fue presentado e incorporado al Archivo de Música Afroamericana de la Universidad de Oxford, Mississippi y de la Universidad de Memphis.
Archivado el 11 de abril de 2017 en Wayback Machine.

### Radio
Tuvo participaciones como panelista o conductor de diferentes programas radiales de Blues en importantes radios como FM Palermo, Radio América, Radio del Plata, FM la Tribu y Estación San Pedro. Desde 2023 está al frente de La Embajada del Blues por la FM Santa María 88.1, udplay.com.ar

### Universidades
Gabriel Grätzer ofreció y ofrece, cursos especiales referidos a la historia del blues en diferentes ámbitos universitarios como la U.B.A., Universidad del Salvador, Universidad de Morón, Instituto Di Tella, UNER, Universidad Católica de Santiago del Estero, entre otras actividades educativas siempre vinculadas a difundir la cultura blues, country y gospel en el país.